# Pierwszy rząd Édouarda Philippe’a
Pierwszy rząd Édouarda Philippe’a – 40. rząd V Republiki Francuskiej funkcjonujący od maja 2017 do czerwca 2017. Powołał go prezydent Emmanuel Macron. Zastąpił rząd Bernarda Cazeneuve’a.
Niezależny centrowy kandydat Emmanuel Macron zwyciężył 7 maja 2017 w wyborach prezydenckich. W konsekwencji socjalistyczny premier Bernard Cazeneuve 10 maja złożył dymisję swojego gabinetu. 15 maja, dzień po zaprzysiężeniu, nowy prezydent na urząd premiera powołał Édouarda Philippe’a z centroprawicowej partii Republikanie. Dwa dni później ogłoszono skład nowego rządu. Znaleźli się w nim przedstawiciele prezydenckiej partii En Marche! oraz koalicyjnego Ruchu Demokratycznego, a także członkowie Republikanów i Partii Socjalistycznej (obejmujący stanowiska bez poparcia swoich ugrupowań) oraz Lewicowej Partii Radykalnej.
19 czerwca 2017, po zwycięskich dla większości prezydenckiej wyborach parlamentarnych do Zgromadzenia Narodowego XV kadencji, premier podał się do dymisji (zgodnie z klasyczną procedurą powyborczą). Tego samego dnia otrzymał od prezydenta ponowną nominację z misją utworzenia drugiego gabinetu.

## Skład rządu w dniu powołania
Ministrowie
- Premier: Édouard Philippe
- Minister stanu, minister spraw wewnętrznych: Gérard Collomb
- Minister stanu, minister ekologii: Nicolas Hulot
- Minister stanu, minister sprawiedliwości i strażnik pieczęci: François Bayrou
- Minister obrony: Sylvie Goulard
- Minister do spraw Europy i spraw zagranicznych: Jean-Yves Le Drian
- Minister spójności terytorialnej: Richard Ferrand
- Minister solidarności i zdrowia: Agnès Buzyn
- Minister kultury: Françoise Nyssen
- Minister gospodarki: Bruno Le Maire
- Minister pracy: Muriel Pénicaud
- Minister edukacji narodowej: Jean-Michel Blanquer
- Minister rolnictwa i żywności: Jacques Mézard
- Minister do spraw wydatków publicznych: Gérald Darmanin
- Minister szkolnictwa wyższego, badań naukowych i innowacji: Frédérique Vidal
- Minister do spraw terytoriów zamorskich: Annick Girardin
- Minister sportu: Laura Flessel

Ministrowie podlegli innym ministrom
- Minister do spraw europejskich: Marielle de Sarnez (przy ministrze do spraw Europy i spraw zagranicznych)
- Minister do spraw transportu: Élisabeth Borne (przy ministrze ekologii)

Sekretarze stanu
- Christophe Castaner, Sophie Cluzel, Marlène Schiappa, Mounir Mahjoubi